# František Vaněk
František Vaněk (* 3. Dezember 1931 in Uherský Ostroh; † 2. September 2020) war ein tschechoslowakischer Eishockeyspieler und -trainer, der auf der Position des Centers spielte. Er verbrachte den Großteil seiner Karriere beim ZKL Brno, mit dem er insgesamt elfmal tschechoslowakischer Meister wurde. Zudem ist er Mitglied der tschechischen Eishockey-Ruhmeshalle.

## Karriere

### Als Spieler
Vaněk kam das erste Mal beim lokalen Eishockeyverein Victoria Uherský Ostroh mit dem Eishockeysport in Berührung. Im Alter von 14 Jahren wechselte er 1946 zu Slavoj Loštice, wo er die folgenden zwei Saisons verbrachte. Es folgte der Wechsel zu Sokol Mohelnice. Nach drei Saisons verließ er den Club wieder und erhielt beim SK Královo Pole Brno seinen ersten Profivertrag. Dort blieb er die nächsten zwei Saisons, ehe er 1953 zu Rudá hvězda Brno (später ZKL Brno) wechselte. Die nächsten 14 Jahre verbrachte er dort und feierte die erfolgreichste Zeit seiner Karriere. In 294 Meisterschaftsspielen erzielte er 130 Tore. Er wurde insgesamt elfmal tschechoslowakischer Meister und gewann von 1966 bis 1968 dreimal den Europapokal. Zudem gewann er 1955 den Spengler Cup. Bei Brno war er Teil der berühmten Sturmlinie mit Josef Černý und Rudolf Scheuer. In seiner letzten Saison als Eishockeyspieler war Vaněk als Spielertrainer aktiv. Nach Karriereende wurde seine Spielernummer 9 zur Würdigung seiner Verdienste beim Club gesperrt.

### International
Für die tschechoslowakische Eishockeynationalmannschaft spielte Vaněk von 1956 bis 1963. In diesem Zeitraum holte er bei Weltmeisterschaften dreimal Bronze und einmal Silber. Zudem nahm er an den Olympischen Winterspielen von 1956 und 1960 teil. In mehr als 150 Länderspielen erzielte der Stürmer 31 Tore. 2009 wurde er in die tschechische Eishockey-Ruhmeshalle aufgenommen.

### Als Trainer
Gleich im Anschluss an seine Spielerkarriere übernahm Vaněk den Posten als Trainer beim TJ ZKL Brno. 1970 übernahm er die Mannschaft des HC Olomouc. Diesen Verein verließ er nach zwei Jahren und wechselte das erste Mal überhaupt in seinem Leben zu einem westlichen Verein. Er fand eine Anstellung beim damaligen Nationalliga-A-Club HC Sierre, mit dem er 1973 Vize-Meister der NLA wurde. Nach zwei Saisons kehrte er zurück in seine Heimat zu seinem ehemaligen Verein, der in der Zwischenzeit Namen gewechselt hatte und nun Zetor Brno hieß. Nach zwei Saisons unternahm er 1976 einen neuen Versuch, sich in der Schweiz durchzusetzen. Diesmal wechselte er zum EHC Biel, wo der Club unter Präsident und Mäzen Willy Gassmann kräftig aufrüstete und zahlreiche namhafte Spieler verpflichtete, u. a. Steve Latinovich oder Urs Lott. Dort erreichte Vaněk in seiner zweiten Saison seinen ersten Großerfolg als Trainer. Er gewann mit dem EHCB in einem packenden Dreikampf mit den beiden anderen Berner Mannschaften, dem SC Langnau und dem SC Bern, den ersten Meistertitel der Clubgeschichte. Ein Jahr später klassierten sich die Bieler nur auf dem vierten Rang. Dies, obwohl sich Vaněk und seine Mannschaft bis zuletzt Hoffnungen auf den Titel hatten machen können. 1980 wurde er bei Biel entlassen. Danach kehrte er – bereits zum dritten Mal – zu Zetor Brno zurück, wo er die nächsten drei Saisons verbrachte. Danach wollte es Vaněk nochmals in der Schweiz versuchen, er wechselte zum zweiten Mal zum HC Sierre in die NLA. Allerdings ohne größeren Erfolg. 1987 war auch dieses Engagement wieder zu Ende. Es sollte sein letztes als Profitrainer bleiben.
Vaněk war der „Typ eines Schweigers“ und gleichzeitig ein großer Taktiker, weshalb ihn die Spieler auch Professor nannten.

## Erfolge und Auszeichnungen
- Elfmaliger tschechoslowakischer Meister mit dem ZKL Brno (Rudá hvězda Brno)
- 1955 Spengler-Cup-Sieger mit Rudá hvězda Brno
- 1966 Europapokal-Sieger mit dem ZKL Brno
- 1967 Europapokal-Sieger mit dem ZKL Brno
- 1968 Europapokal-Sieger mit dem ZKL Brno

### International
- 1956 Bronzemedaille bei der Europameisterschaft
- 1957 Bronzemedaille bei der Weltmeisterschaft
- 1958 Bronzemedaille bei der Europameisterschaft
- 1959 Bronzemedaille bei der Weltmeisterschaft
- 1959 Silbermedaille bei der Europameisterschaft
- 1960 Silbermedaille bei der Europameisterschaft
- 1961 Silbermedaille bei der Weltmeisterschaft
- 1961 Goldmedaille bei der Europameisterschaft
- 1963 Bronzemedaille bei der Europameisterschaft
- 1963 Bronzemedaille bei der Weltmeisterschaft

### Als Trainer
- 1968 Europapokal-Sieger mit dem ZKL Brno
- 1978 Schweizer Meister mit dem EHC Biel